# So, It's Like That
So, It's Like That est le deuxième album de Joe Bonamassa, sorti en 2002.
Albums de Joe Bonamassa
A New Day Yesterday Blues Deluxe

## Liste des titres
| No  | Titre              | Durée |
| --- | ------------------ | ----- |
| 1.  | My Mistake         |       |
| 2.  | Lie #1             |       |
| 3.  | No Slack           |       |
| 4.  | Unbroken           |       |
| 5.  | So, It's Like That |       |
| 6.  | Waiting For Me     |       |
| 7.  | Never Say Goodbye  |       |
| 8.  | Mountain Time      |       |
| 9.  | Pain And Sorrow    |       |
| 10. | Takin' The Hit     |       |
| 11. | Under The Radar    |       |
| 12. | Sick In Love       |       |
| 13. | The Hard Way       |       |